# Cala Rum
La cala Rum è una piccola baia totalmente ricoperta di ghiaccio e larga circa 2 km, in direzione nord-sud, situata sulla costa dell'isola di James Ross, davanti alla costa orientale della penisola Trinity, l'estremità settentrionale della Terra di Graham, in Antartide. La baia si trova in particolare nella parte nord-occidentale dell'isola, davanti al canale del Principe Gustavo, dove la sua entrata si apre tra le scogliere Tumbledown, a nord, e capo Obelisk, a sud.

## Storia
Così come l'intera isola di James Ross, la cala Rum è stata cartografata per la prima volta nel corso della Spedizione Antartica Svedese, condotta dal 1901 al 1904 al comando di Otto Nordenskjöld, tuttavia, in seguito alle ricognizioni effettuate in quest'area nel 1958-61 dal British Antarctic Survey, allora chiamato "Falklands Islands Dependencies Survey", essa è stata così battezzata dal Comitato britannico per i toponimi antartici nel 1983 in onore del rum, in associazione con i nomi di altre baie nelle sue vicinanze, come cala Gin, poco a nord, tutte battezzate con il nome di alcolici.